# Laimer Platz
Laimer Platz - stacja początkowa metra w Monachium, na linii U5. Stacja została otwarta 24 marca 1988.